# Cratere Torleu
Torleu è un cratere sulla superficie di Giapeto.